# Frédéric-Guillaume de Solms-Braunfels
Le prince Frédéric-Guillaume de Solms-Braunfels (11 janvier 1696 à Braunfels – 24 février 1761, Braunfels) est le premier prince de Solms-Braunfels. Il est le fils du comte Guillaume-Maurice de Solms-Braunfels (de) (1651-1724) et de son épouse Madeleine Sophie de Hesse-Hombourg (1660-1720), fille de Guillaume-Christophe de Hesse-Hombourg, et de sa première épouse.

## Biographie
Frédéric Guillaume reçoit une éducation aristocratique. Lorsque son père meurt le 18 février 1724, il devient comte de Solms-Braunfeld, Greifenstein et Hungen, Tecklenburg, Kriechingen et Lingen, seigneur de Münzenberg, Wildenfels, Sonnewalde, Püttlingen, Dortweiler et Beaucourt. Toutefois, en raison de sa mauvaise santé, il ne règne pas personnellement. Il a, cependant, réussi dans sa politique de mariage, ce qui permet à ses enfants de se marier dans de puissantes familles à travers le pays.
Des difficultés financières le forcent à vendre la ville de Butzbach, que sa famille possède depuis 1478, à la Hesse-Darmstadt, le 17 mars 1741. Le 22 mai 1742, l'Empereur Charles VII élève la Maison de Solms-Braunfels au rang de Prince du Saint-Empire.
Lorsque Frédéric Guillaume est mort en 1761, il est remplacé par son fils Ferdinand Guillaume Ernest.

## Mariage et descendance
Il est marié trois fois. Sa première épouse est la princesse Madeleine-Henriette de Nassau-Weilbourg (1691-1725), la fille de Jean Ernest de Nassau-Weilbourg. Ils ont les enfants suivants:
- Ferdinand de Solms-Braunfels (8 février 1721 – 2 octobre 1783), marié à la comtesse Sophie-Christine-Wilhelmine de Solms-Laubach (1741-1772)
- Madeleine Polyxène Marie Casimire (17 juillet 1722 – 17 novembre 1722)
- Charlotte-Henriette-Madeleine-Wilhelmine (15 août 1725 – 29 avril 1785)

Le 9 mai 1726, il épouse sa seconde femme, la comtesse Sophie-Madeleine-Benigne de Solms-Laubach-Utphe, la fille de Charles-Othon de Solms-Laubach-Utphe et Tecklenburg. Ils ont les enfants suivants
- Charles Guillaume Louis (14 juin 1727 -14/15 décembre 1812)
- Guillaume Christophe (20 juin 1732 – 8 décembre 1811)
- Rodolphe Louis Guillaume (25 août 1733 – 2 janvier 1809)
- Guillaume Alexandre (7 mars 1736 – 12 mars 1738)
- Antoine Frédéric Guillaume (3 septembre 1739 – 7 février 1812)
- Élisabeth Marie Louise Benigna (5 août 1728 – 19 juin 1795)
- Ulrique-Louise de Solms-Braunfels (30 avril 1731 – 12 septembre 1792), mariée le 10 octobre 1746 à Frédéric IV de Hesse-Hombourg (1724-1751)
- Amélie Éléonore (22 novembre 1734 – 19 avril 1811), mariée le 16 décembre 1765 au prince Charles-Louis d'Anhalt-Bernburg-Schaumburg-Hoym (1723-1806)
- Caroline Albertine (12 décembre 1740 – 26 février 1742)
- Madeleine Sophie (4 juin 1742 – 21 janvier 1819), mariée le 22 avril 1778 à Victor Amédée d'Anhalt-Bernbourg-Schaumbourg-Hoym (1744-1790)
- Christine-Frédérique-Charlotte (30 août 1744 – 16 décembre 1823), mariée le 26 mars 1780 à Simon-Auguste de Lippe (1727-1782)

Sa troisième épouse est la comtesse palatine Charlotte-Catherine de Birkenfeld-Gelnhausen (1699-1785), la fille de Jean-Charles de Birkenfled-Gelnhausen. Ce mariage est resté sans enfant.